# Distrito de Mito
El distrito de Mito es uno de los quince distritos que conforman la provincia de Concepción del departamento de Junín, bajo la administración del  Gobierno Regional de Junín, en centro del Perú. 
Desde el punto de vista jerárquico de la Iglesia católica forma parte de la Arquidiócesis de Huancayo.

## Historia
El distrito fue creado durante el protectorado del Libertador José de San Martín, según su Reglamento Provisorio del 2 de diciembre de 1821.
El nombre Mito se remonta a la época preincaica, remontándose su pertenencia territorial a Yawyos (yauyos) - Waro-Chiri, (Huarochiri) cuyo lindero se determinaba hasta el Hatun Mayo (hoy Río Mantaro). 
A la llegada de los españoles por los años 1535 y 1536, estos se apoderaron de extensas tierras, siendo uno de ellos la localidad de Mito, en donde los colonos como los Verasteguis, los Gutiérrez y otros poblaron de dichas tierras. Asimismo extendiéndose su dominio de administración y político hasta Chongos Bajo, y por el Río Cunas aguas arriba hasta Cochangara y su pertenencia al Hatun Xauxa que posteriormente fue cambiado de nombre por los españoles al nombre de Jauja. (Jauja es un nombre español).
Su iglesia cuenta con dos campanas; una de ellas, la más grande, es traída desde el pueblo de Llacuas Huachac (hoy distrito de Manzanares). Dicha campana llegó a parar a dicha iglesia porque, al ser los de Mito (los descendientes colonos), las autoridades hacían sembrar en los terrenos conjuntamente con la iglesia, cuya cosecha era acopiada por las autoridades hacia Mito.

## Geografía
Tiene una superficie de 25,21 km².
Su dominio administrativo y político era hasta Chongos Bajo, y por el Río Cunas aguas arriba hasta Cochangara y su pertenencia al Hatun Xauxa que posteriormente fue cambiado de nombre por los españoles al nombre de Jauja. (Jauja es un nombre español). Dicho territorio pertenecía a Yauyos - Huarochiri.  
Posteriormente, cuando Sicaya y Orcotuna, (también poblados por colonos españoles) se independizaron como distrito, usurparon a Mito dicho territorio. 
Su pertenencia territorial a Yawyos (yauyos) - Waro-Chiri, (Huarochiri) cuyo lindero se determinaba hasta el Hatun Mayo (hoy Río Mantaro). 
En la actualidad limita por el norte con Sincos, al sur con Orcotuna, al Este con el Río Mantaro, y al Oeste con Aco. 

## Capital
La capital del distrito es la localidad de Mito. 

## Autoridades

### Municipales
- 2015-2018[2]
  - Alcalde: Humberto Reynaldo Vilcapoma Verástegui, Movimiento regional Bloque Popular Junín (BPJ).
  - Regidores: Víctor Zacarías Garcia Cárdenas (BPJ), Liliana Vargas Chahuaylacc (BPJ), Pamela Yesenia Verástegui Lázaro (BPJ), Jorge Arturo Piñas Verástegui (BPJ), Lila Pilar Espíritu Vera (Juntos por Junín).
- 2011-2014[3]
  - Alcalde: Loel Hilson Broncano Chancasanampa, Movimiento Independiente Unidos Por Junin, Sierra y Selva (MIUPJSS).
  - Regidores: Yovana Zea Silvera (MIUPJSS), Máximo Enrique Castro Verástegui(MIUPJSS), Lalo José Verástegui Piñas (MIUPJSS), Lourdes Beatriz Picho Vera (MIUPJSS), Isabel Margarita Landeo García (Fuerza 2011).
- 2007-2010
  - Alcalde: Gregorio Fernando Landeo Garcia.

### Policiales
- Comisario:  Sgto. PNP

### Religiosas
- Arquiiócesis de Huancayo[4]
  - Arzobispo: Mons. Pedro Barrego Jimeno, SJ.
- Parroquia 
  - Párroco: Prb. .

## Festividades

### La Huaconada o Danza del Wakon
Para el inicio de cada año, en el distrito de Mito se celebra La Danza del Wakon o Huaconada Patrimonio Cultural Inmaterial de la Humanidad), la cual es danzada el 1°,2°,3° y el 4° día solo danzan el wakon (solo los antiguos). 
Es una danza que se danzaba en Aco, que a la llegada de colonos españoles al tener el dominio administrativo y político, fueron copiando la danza, así como en la actualidad han plagiado la Provincia de Concepción, inventando concursos y apareciendo pandillas que no mantienen su originalidad. Que, siendo los de Mito con más dominio político, influencia y con tendencias Aristócratas, en los últimos años a partir de los año 80, 90, y 2000 logró su imposición quitándole la titularidad a Aco, hasta que se declaró patrimonio cultural de la humanidad.